# Ernesto Haug
Ernesto Haug (1818 - 1888, Rome) était un militaire prussien qui a été naturalisé Italien. Il a combattu pendant le Risorgimento.